# Roman Gergel
Roman Gergel (* 22. února 1988 Bánovce nad Bebravou) je bývalý slovenský fotbalový záložník, od léta 2016 působil v polském klubu Bruk-Bet Termalica Nieciecza.

## Klubová kariéra
Svoji fotbalovou kariéru začal v FK Spartak Bánovce nad Bebravou, odkud v průběhu mládeže zamířil do FK AS Trenčín. V roce 2007 se propracoval do prvního týmu, Trenčín v sezóně 2007/08 sestoupil do druhé ligy.
V létě 2010 odešel do MŠK Žilina, kde si připsal své první prvoligové starty. V ročníku 2011/12 získal s týmem double, tzn. ligový titul a triumf v domácím poháru. Před jarní částí sezony 2012/13 zamířil na hostování do 1. FC Tatran Prešov. S týmem sestoupil do 2. ligy a po skončení ročníku se vrátil do svého mateřského klubu. V lednu 2013 se podílel během přípravného utkání dvěma góly na debaklu domácího polského klubu Ruch Chorzów. Žilina zvítězila 9:2, přičemž o poločase vedla 6:0.
Po jarní části sezóny 2013/14, kterou strávil na hostování v DAC 1904 Dunajská Streda, měl o něj zájem klub FK Senica a český FC Slovan Liberec. Hráč nakonec podepsal tříletý kontrakt s polským klubem Górnik Zabrze, který se stal jeho prvním zahraničním angažmá. 1. prosince 2015 pomohl čtyřmi vstřelenými góly a jednou asistencí k vítězství svého týmu 5:2 v derby nad Piastem Gliwice (Górnik byl tou dobou na posledním místě tabulky a Piast na prvním). Górnik však v sezóně 2015/16 sestoupil z Ekstraklasy.

Koncem srpna 2016 se vrátil do Ekstraklasy a podepsal 4letou smlouvu s týmem Bruk-Bet Termalica Nieciecza, za Górnik stihl odehrát v sezóně 2016/17 šest zápasů v polské druhé lize a vstřelit v nich tři branky.